# جورج سوتون
جورج سوتون (1 أكتوبر 1887 - 16 يناير 1949) (بالإنجليزية: George Sutton)‏ هو لاعب كريكت بريطاني وبريطاني (وحمل سابقاً جنسية المملكة المتحدة لبريطانيا العظمى وأيرلندا).